# John Gabriel Stedman

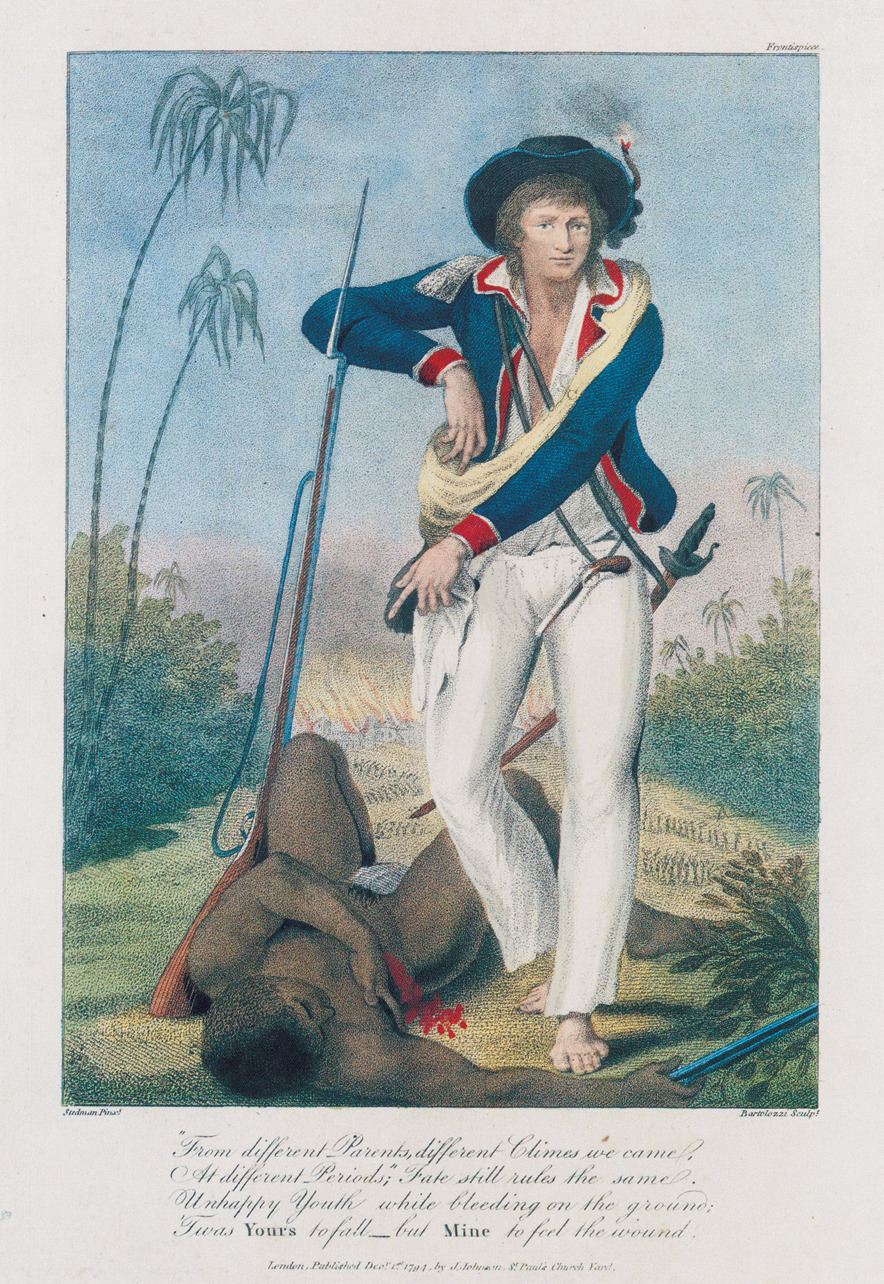
John Gabriel Stedman

John Gabriel Stedman (* 4. April 1744 in Dendermonde; † 5. März 1797 in Tiverton) war ein schottisch-niederländischer Soldat in der Schottischen Brigade der niederländischen Armee. Er war bei der Niederschlagung eines Sklavenaufstandes in Suriname beteiligt. Hier verliebte er sich in eine Sklavin, die er freizukaufen versuchte. Über seine Erfahrungen schrieb er ein vielbeachtetes Buch. Sein offizielles botanisches Autorenkürzel lautet „Stedman“.

## Leben
John Gabriel wurde als Sohn des Schotten Robert Stedman (1701–1770) und der Niederländerin Antoinetta Christina van Ceulen (1710–1788) (Seite nicht mehr abrufbar, festgestellt im Juli 2023. Suche in Webarchiven) geboren. Stedman Senior diente als Offizier in der Schottischen Brigade der niederländischen Armee. Stedman Junior reiste 1755 in das Vereinigte Königreich, um durch einen Onkel weiter geschult zu werden. Hier hatte er allerdings mit den strengen Erziehungsmethoden des Onkels, eines Anhängers der Ideen von Jean-Jacques Rousseau, Probleme. Daher kam John Gabriel im Alter von zwölf Jahren bereits wieder in die Niederlande zurück.

## Militär
Seine militärische Laufbahn begann er im Alter von 16 Jahren. Nachdem er in der Armee zum Sergeanten ausgebildet worden war, trat er 1760 in den Dienst der Schottischen Brigade, die unter der Befehlsgewalt der Generalstaaten stand. Um seinen Alkohol- und Schuldenproblemen zu entfliehen, reiste er 1772 als Soldat nach Suriname. Bereits während der Überfahrt begann er mit dem Schreiben eines Tagebuches.

### Suriname

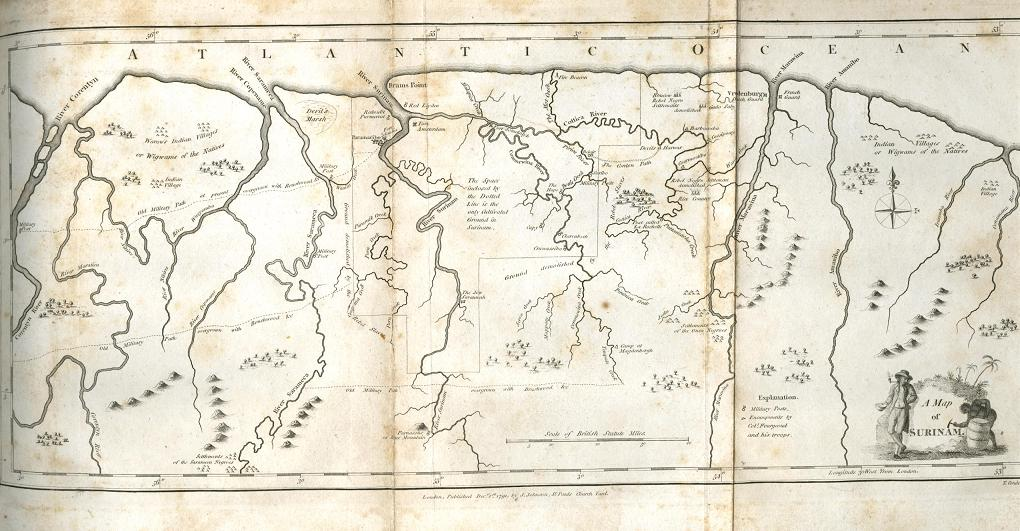
Suriname-Karte aus der Original-Ausgabe von Stedmans Narrative.

In Suriname war ein Sklavenaufstand ausgebrochen und das Gouvernement rief die Generalstaaten um Hilfe, die eine Söldnertruppe von 800 Mann unter dem Schweizer Oberst Louis-Henri Fourgeoud in die Kolonie schickten. Fourgeoud war bereits 1763 bei der Niederschlagung des Sklavenaufstandes in Berbice beteiligt. Stedman meldete sich am 29. Oktober 1772 als Freiwilliger für diesen militärischen Verband, der die Aufständischen bekämpfen sollte. Er erhielt den Rang eines
Hauptmanns und nahm zwischen 1773 und 1777 an verschiedenen Feldzügen gegen die von den Plantagen geflüchteten, revoltierenden Sklaven in den Sümpfen östlich vom Cottica teil.

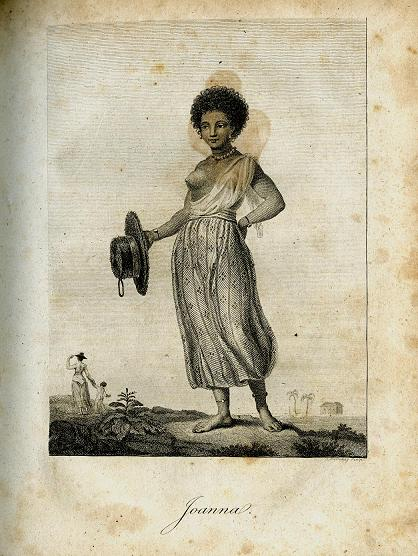
Gravur von Joanna der Geliebten von Stedman, aus der Original Ausgabe von Stedmans Narrative.

Stedman hatte in Paramaribo die 15-jährige Sklavin Joanna kennen und lieben gelernt. Sie war eine Mulattin, die zur Plantage Fauquemberg am Commewijne gehörte. Mit Joanna hatte er einen Sohn, Johnny. Nach Stedmans Angaben kaufte er beide frei, aber Joanna weigerte sich, ihn zu begleiten, als er in die Niederlande zurückkehren wollte. Anderen Quellen zufolge konnte Stedman den Kaufpreis nicht aufbringen und musste seine Geliebte und seinen Sohn zurücklassen. Joanna starb 1782 in Suriname.

### Europa
Stedman reiste 1777 in die Niederlande zurück, wo er wieder in den Dienst der Schottischen Brigade trat. Er wurde zum Major und kurz bevor er 1783 aus der Brigade austreten wollte noch zum Oberstleutnant befördert.
Inzwischen hatte er die Niederländerin Adriana Wiertz van Coehoorn geheiratet. Das Ehepaar zog nach Tiverton im Südwesten von England und bekam insgesamt fünf Kinder. Johnny, der Sohn von Stedman und Joanna, war nach dem Tod der Mutter zu seinem Vater gezogen. Er trat in den Dienst der Royal Navy und ertrank bereits in jungen Jahren als Seekadett bei einem Schiffbruch in der Nähe von Jamaika.

## StedmansNarrative
Während seines Aufenthaltes in Suriname führte Stedman ein Tagebuch, das er auch selbst illustrierte. Er begann am 15. Juni 1778 mit den Arbeiten an seinem Buch, 1791 übergab er das Manuskript Narrative of a five years' expedition against the revolted Negroes of Surinam an Joseph Johnson, Verleger in London. Obwohl Stedman die Notizen aus seinem Tagebuch umfangreich überarbeitet hatte, war das Werk nicht zur Publikation geeignet. Johnson verpflichtete den Ghostwriter William Thomson, um das Manuskript zu korrigieren. Thomson schrieb das Manuskript Zeile für Zeile neu und änderte oder strich Passagen, die er als nicht geeignet für den Leser erachtete. In einigen Fällen überschrieb er ganze Passagen so, dass sie sich genau ins Gegenteil verkehrten. Thomson wurde in dieser Zeit auch als Schreiber von Pro-Sklaverei-Gruppen verpflichtet. Als Stedman 1795 das erste überarbeitete Resultat vorgelegt bekam, weigerte er sich, das Werk zu akzeptieren. Bis 1796 lag er im Streit mit dem Verleger, um Änderungen wieder zu entfernen. Erst nach erneuten Überarbeitungen stimmte er der Veröffentlichung des Buches zu. Einige Gravierer, unter anderem William Blake, fertigten Bilder auf der Basis von Stedmans Zeichnungen für das Buch an. Stedmans Erfahrungen in Suriname wurde dann 1796 in London unter dem Titel Narrative of a five years' expedition against the revolted Negroes of Surinam herausgegeben.

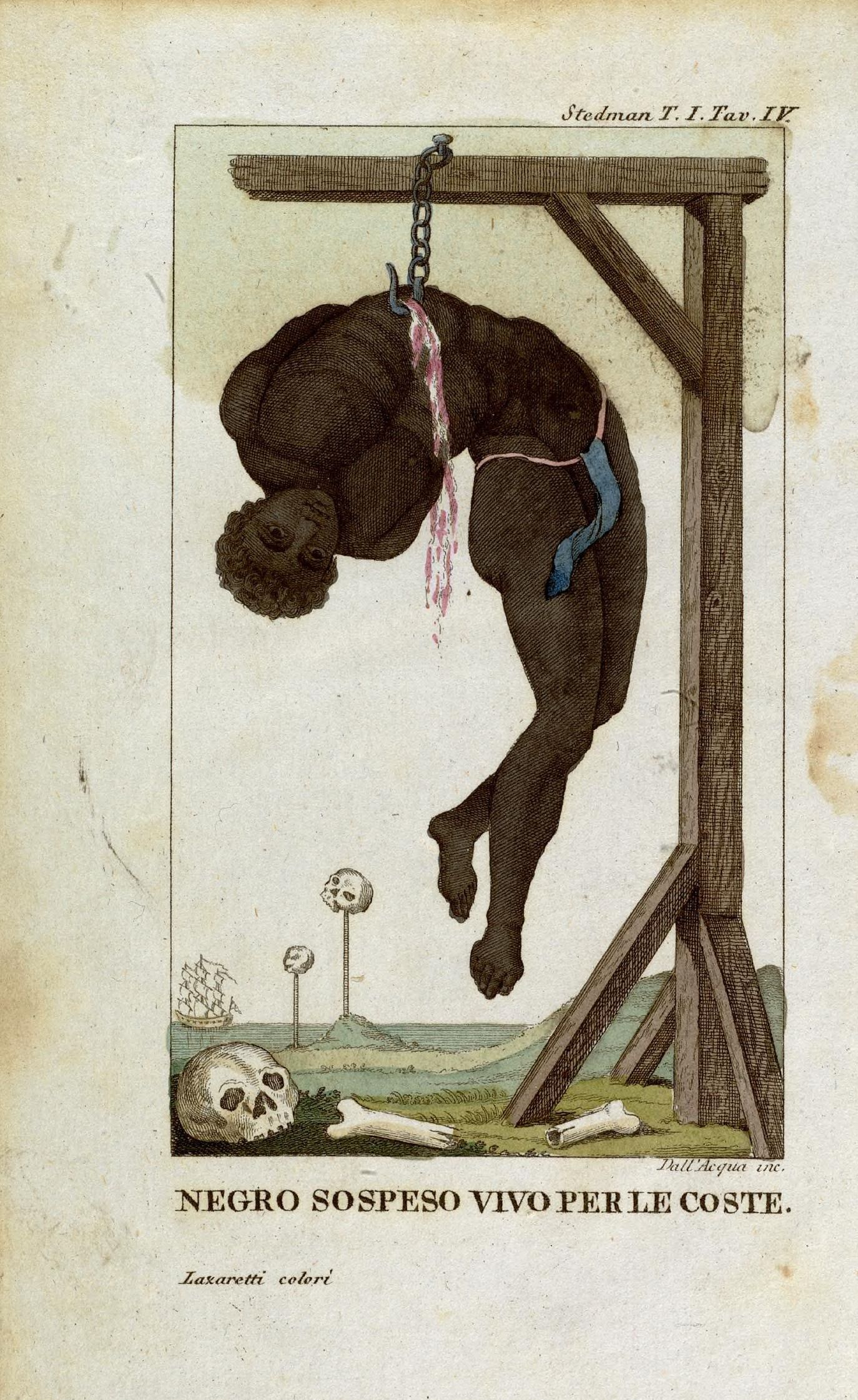
Schwarzer an einer Rippe aufgehängt (Gravur aus der italienischen Ausgabe der Narrative).

Trotz der vielen Anpassungen und Änderungen des ursprünglichen Manuskriptes spielte die Narrative eine wichtige Rolle in der Bewusstwerdung des europäischen Publikums mit Blick auf die unmenschliche Behandlung von Sklaven. Das Buch wurde bis 1818 in verschiedenen Ländern veröffentlicht. 1824 wurde die Geschichte rund um Stedman und Joanna aus der Narrative separat herausgegeben. Sein Tagebuch, das circa 1940 wiedergefunden wurde, zeigt, dass die veröffentlichte Ausgabe in einigen Teilen stark verändert worden war. Seine sexuellen Erfahrungen und die grauenvollen Beschreibungen der Gewalttaten sind hierin nicht wiederzufinden. Seine Beziehung zu Joanna ist zudem stark idealisiert wiedergegeben.
In der Version des Buches, die Stedman seinem Verleger ursprünglich zur Veröffentlichung übersandt hatte, beschreibt er, durch andere Personen unverändert, seine Eindrücke und Erfahrungen während der militärischen Aktionen gegen die aufständischen Sklaven in der Kolonie. Seine Erzählungen basieren auf Aufzeichnungen, die er während seines Aufenthalts in Suriname erstellte und in einem Tagebuch niederschrieb. Zunächst beginnt Stedman mit einer Beschreibung der Reise nach Suriname. Die Ankunft in der Kolonie wird mit Beschreibungen der Düfte, der tropischen Pflanzen und des exotischen Flairs begonnen, enthält aber auch erste Eindrücke über die Behandlung der Sklaven und Gewalttätigkeiten gegen diese.
In den weiteren Kapiteln beschreibt Stedman den Aufenthalt seiner Truppen in Paramaribo, der Hauptstadt der niederländischen Kolonie. In der Stadt gibt es verschiedene Bevölkerungsgruppen, von denen Niederländer, Schotten, Ureinwohner, Afrikaner, Spanier, Portugiesen, Franzosen sowie Juden von Stedman gesondert aufgezählt werden. Die niederländischen Soldaten höheren Ranges sind in engem Kontakt mit der Kolonialverwaltung und werden des Öfteren durch Plantagenbesitzer und wohlhabende Bewohner Paramaribos empfangen. Zunächst gibt es keinen Marschbefehl für Stedmans Truppen, was ihm die Gelegenheit gibt, verschiedene Bekanntschaften zu schließen. Die wichtigste von diesen ist Joanna, eine fünfzehn Jahre alte Mulattin und Sklavin, die Tochter einer Sklavin und eines weißen Kolonisten, den Stedman als aus gutem Hause stammend umschreibt. Stedman verliebt sich in Joanna und beginnt bald eine intime Beziehung mit ihr, sie bekommen zusammen einen Sohn.
Neben der Beziehung zu Joanna geht es im Buch viel um die militärischen Feldzüge, die Beschreibung von Bevölkerungsgruppen und des Landes selbst sowie um Beobachtungen des Tierreichs und der Pflanzenwelt. Ein weiteres wichtiges Thema, welches das Buch durchzieht und immer wieder hervorscheint, sind die Misshandlungen von Sklaven und Stedmans für seine Zeit eher unkonventionelle Empörung über diese Missstände. Zu Anfang der Erzählungen betont Stedman das Ausmaß der Ausbeutung von Sklaven zum Beispiel durch die Tatsache, dass einige Plantagenbesitzer sich durch die gesamte Nacht hindurch durch Sklaven befächern lassen. Die Brutalität der Sklavenbehandlung in der Kolonie wird auch dadurch zum Ausdruck gebracht, dass die Durchtrennung der Achillessehne eines Sklaven von Stedman als geringfügig im Vergleich zu anderen Ausdrucksformen der Gewalt eingestuft wird. Andere Bestrafungsrituale der Europäer enthalten laut Stedmans Angaben, dass Sklaven an den Rippen aufgehängt, gevierteilt oder auch lebendig verbrannt werden. Es sei zudem üblich, ältere, arbeitsunfähige Sklaven zu ermorden, auch wenn dies offiziell verboten war. Stedman schildert, dass eine niederländische Frau selbst nicht davor zurückschreckt, ein Neugeborenes zu ertränken, weil das Geschrei ihr missfiel. Im Buch finden sich viele weitere Beispiele, die jedoch auch mit einigen positiveren Erlebnissen und Taten von Stedman selbst ergänzt werden. Stedman erzählt in seinem Narrative, dass die Tötung von Sklaven mit einer relativ geringen Geldstrafe belegt wird und dass deren Aussagen im Gerichtssaal wertlos seien.
Stedmans eigenes Manuskript aus dem Jahr 1790 wurde 1978 in der James Ford Bell Library der Universität von Minnesota wiedergefunden. 1988 wurde das ursprüngliche Manuskript zum ersten Mal veröffentlicht.

### Stedman und Rasse
Stedmans Meinungen über den Wert und die Menschlichkeit anderer Rassen sind im kulturellen Umfeld seiner Zeit recht progressiv. Im vierten Kapitel, als er beobachtet, wie neue zu verkaufende Sklaven in der Kolonie eintreffen, bezeichnet er diese als seine ebenbürtigen Geschöpfe („fellow creatures“). Er schildert an einer anderen Stelle ausführlich, dass „Neger“ anders geformt seien als Europäer, aber dies keinesfalls deren Unterlegenheit zeige. Weiterhin äußert er, dass alle Menschen einen gemeinsamen Ursprung hätten, was damals wissenschaftlich nicht unumstritten war. Stedman benutzt die Wörter Sklave und Neger außerdem manchmal als Synonyme, wenn er sich zum Beispiel in Nebensätzen auf die vorher genannten Sklaven mit „jene Neger“ bezieht.
Es ist jedoch auffallend, welche wichtige Rolle die Einteilung nach Hautfarben für Stedman und die Welt um ihn herum einnimmt. So beschreibt er die Ureinwohner der Kolonie, die er Indianer nennt, als „glücklichste Menschen unter der Sonne“ und beschreibt dann zunächst ausführlich deren Hautfarbe und seine Theorie, wie es zum Unterschied der Hautfarben zwischen Schwarzen und Ureinwohnern kommen konnte, da beide doch aus tropischem Klima stammten. Der Fokus auf „Rasse“ bzw. Hautfarbe wird an der Stelle besonders deutlich, an der Stedman eine Grafik einfügt, die die vielen verschiedenen Bezeichnungen für die verschiedenen Typen von „Mischlingen“ angibt, die aus Beziehungen zwischen Schwarzen und Weißen entstehen können.
Auch wenn Stedman mit seinem Menschenbild eher eine Ausnahme zu sein scheint, der sich in eine farbige Jugendliche verliebt und farbige Frauen mehrmals als den europäischen Frauen überlegen darstellt, gibt es in der Kolonie Beispiele, die nahelegen, dass es einen kleinen Grad an sozialer Mobilität für Schwarze gab, solange diese keine Sklaven waren. Dies wird durch die Person von Graman Quassi zum Ausdruck gebracht, der es laut Stedman zu Reichtum gebracht hat und nachweislich beim Prinzen der Niederlande in Europa zur Audienz geladen wurde. Generell gab es aber neben brutaler Behandlung von Sklaven auch schon damals in Suriname viel schlechte Behandlung, die explizit auf der Hautfarbe bzw. der Herkunft von Menschen basiert war.

### Stedman und Sklaverei
Was die Sklaverei als System angeht, ist Stedman deutlich weniger progressiv als in seinen Interaktionen mit und Beschreibungen von anderen Rassen. Er hält Sklaverei generell für zulässig, wenn die späteren Sklaven in einem gerechtfertigten Krieg als Gefangene erbeutet wurden. Stedman findet weiterhin, dass Sklaverei zur wirtschaftlichen Ausbeutung bestimmter Gebiete sehr wichtig sei. Er sagt auch, Sklaverei sei bloß ein Wort, und die Zustände der Sklaven in der Neuen Welt seien oft besser als die der armen Bevölkerung in England.
Trotz seiner Überzeugung von der Zulässigkeit der Sklaverei basiert er dieses System nicht auf der Unterlegenheit der anderen (versklavten) Rassen, sondern auf wirtschaftlichen und moralischen Argumenten, die für alle Rassen gelten könnten. Stedman ist außerdem, wie oben angegeben, schockiert von den Gräueltaten gegen Sklaven und kommt zu dem Schluss, dass ihre Position in einigen wichtigen Punkten verbessert werden müsste. Als Beispiele nennt er, dass die Aussagen von Sklaven vor Gericht gelten müssten, dass es deutlichere und strengere Gesetze geben sollte, die die Gewalt an Sklaven einschränkten und er sinniert an einer Stelle sogar über die Abschaffung der Sklaverei, die allerdings seiner Meinung nach noch längere Zeit aufgeschoben werden sollte.

## Werke
- John Gabriel Stedman: Narrative of a five years’ expedition against the revolted Negroes of Surinam, mit Gravuren von William Blake nach Zeichnungen von Stedman; London 1796.
- John Gabriel Stedman: Stedman’s Nachrichten von Suriname und von seiner Expedition gegen die rebellischen Neger in dieser Kolonie in den Jahren 1772-1777, übersetzt von C.W. Jakobs und F. Kries; Hamburg 1797 bei Benjamin Gottlob Hoffmann. (Digitalisat).
- John Gabriel Stedman: Narrative of a Five Years Expedition against the Revolted Negroes of Surinam. Transcribed for the first time from the original 1790 manuscript. Edited, and with an introduction and notes, by Richard Price and Sally Price. Baltimore [u. a.]: Johns Hopkins University Press 1988, ISBN 0-8018-3416-3.
- Stedman's Surinam: Life in an Eighteenth-Century Slave Society. An abridged, modernized edition of narrative of a five years expedition against the revolted negroes of Surinam by John Gabriel Stedman, Richard Price, Sally Price, The Johns Hopkins University Press; Reprint edition, March 1, 1992, ISBN 0-8018-4260-3.
- Richard Price, Sally Price: Narrative of a Five years Expedition against the Revolted Negroes of Surinam. The Johns Hopkins University Press, New York 2010, ISBN 1-4502-0647-6.
- John Gabriel Stedman: Reize naar Surinamen, en door de binneste gedeelten van Guiana; door den Capitain John Gabriel Stedman. Met plaaten en kaarten. Naar het Engelsch. Te Amsterdam, by Johannes Allart., Amsterdam 1799–1800.

Biografie
- Roelof van Gelder: Dichter in de jungle: John Gabriel Stedman (1744-1797), Atlas Contact, Amsterdam 2018, ISBN 978-90-450-3272-6.